# Palm Shores
Palm Shores es un pueblo ubicado en el condado de Brevard en el estado estadounidense de Florida. En el Censo de 2010 tenía una población de 900 habitantes y una densidad poblacional de 609,63 personas por km².

## Geografía
Palm Shores se encuentra ubicado en las coordenadas 28°11′32″N 80°39′35″O / 28.19222, -80.65972. Según la Oficina del Censo de los Estados Unidos, Palm Shores tiene una superficie total de 1.48 km², de la cual 1.48 km² corresponden a tierra firme y (0%) 0 km² es agua.

## Demografía
Según el censo de 2010, había 900 personas residiendo en Palm Shores. La densidad de población era de 609,63 hab./km². De los 900 habitantes, Palm Shores estaba compuesto por el 84.44% blancos, el 6.78% eran afroamericanos, el 0.11% eran amerindios, el 2.78% eran asiáticos, el 0.11% eran isleños del Pacífico, el 1.11% eran de otras razas y el 4.67% pertenecían a dos o más razas. Del total de la población el 7.22% eran hispanos o latinos de cualquier raza.